# Lista de episódios de Banana Fish

Arte promocional do anime.

Esta é a lista de episódios de Banana Fish, um anime de 2018 baseado no mangá de mesmo nome escrito e ilustrado por Akimi Yoshida entre 1985 e 1994. A série foi produzida e animada pelo estúdio MAPPA, enquanto o desenvolvimento, promoção e distribuição foram supervisionados pela Aniplex. A equipe de produção principal inclui Hiroko Utsumi como diretora, Hiroshi Seko como roteirista, Akemi Hayashi como designer de personagens e Shinichi Osawa como diretor de som. Banana Fish segue o relacionamento entre Ash Lynx, um líder de gangue adolescente na cidade de Nova Iorque, e Eiji Okumura, um assistente de fotógrafo japonês. A adaptação revisa a ambientação do mangá dos anos 1980 para os dias atuais, adicionando referências modernas como smartphones e substituindo a Guerra do Vietnã pela Guerra do Iraque.
O anime de Banana Fish foi aprovado pela Shogakukan, que publicou o mangá original, baseado em uma história proposta pelo produtor de animação da Aniplex, Kyōko Uryū. Este, por sua vez, escolheu lançar a adaptação em 2018 para coincidir com o 40.º aniversário de estreia de Yoshida como mangaká; a série acabaria se tornando parte de um projeto de comemoração mais amplo para marcar a carreira da artista. Utsumi foi nomeada diretora da animação por recomendação de Uryū, e sua decisão de ambientar Banana Fish nos dias atuais levou o diretor executivo do MAPPA, Manabu Ootsuka, a concordar em animar a série. Os dubladores foram determinados por Utsumi, Osawa e Yoshida, que escalaram Kenji Nojima como Eiji e posteriormente Yuma Uchida como Ash devido sua compatibilidade com a atuação de Nojima. A busca de locações foi supervisionada por Utsumi e Seko, que viajou para Nova Iorque para conduzir entrevistas e observar locais retratados no mangá.
Banana Fish foi anunciado publicamente à meia-noite de 22 de outubro de 2017 por meio do website e das mídias sociais de Yoshida e em telões na Estação Ikebukuro em Tóquio. O trailer foi divulgado em 22 de fevereiro de 2018, juntamente com um anúncio do elenco de dubladores principais. No Japão, Banana Fish foi exibido no bloco de programação noturno noitaminA da Fuji TV entre 5 julho e 20 dezembro de 2018. Foi ainda distribuído pela Amazon Video, que fez simulcast internacionalmente durante a exibição original japonesa. A série consiste em dois blocos de produção, totalizando 24 episódios, e o título de cada um deles faz referência a uma obra literária de um escritor da Geração Perdida. A Aniplex também publicou a série no Japão em quatro volumes nos formatos DVD e blu-ray.
A série utiliza quatro temas musicais: dois de abertura e dois de encerramento. Os episódios 1–13 têm "found & lost" da banda Survive Said the Prophet como a música de abertura e "Prayer X" de King Gnu como tema de encerramento. A partir do episódio 14, "Freedom" de Blue Encount é usado na abertura, enquanto "Red" de Survive Said the Prophet é usado no encerramento.

## Lista de episódios

### Série de televisão
| N.º | Título em português (Título original)                                                                                              | Dirigido por                      | Exibição original      |
| --- | --- | --------------------------------- | ---------------------- |
| 1 | "Um Dia Ideal para Banana Fish" Transliteração: "Bananafisshu ni Uttetsuke no Hi" (em japonês: バナナ・フィッシュにうってつけの日) | Hiroko Utsumi                     | 5 de julho de 2018     |
| Ash Lynx, um líder de uma gangue de rua de Nova Iorque de 17 anos, recebe um endereço e um frasco com uma substância desconhecida de um homem mortalmente ferido, que diz as palavras "banana fish" antes de morrer. Estas foram as mesmas palavras ditas pelo irmão de Ash, Griffin, um veterano da Guerra do Iraque que atirou em seu próprio esquadrão em circunstâncias misteriosas e que atualmente está em estado vegetativo. Enquanto isso, o fotojornalista japonês Shunichi Ibe e seu assistente Eiji Okumura chegam a Nova Iorque para completar uma reportagem sobre gangues de rua e são apresentados a Ash. Em um ataque de um grupo rival, Eiji é sequestrado junto de Skip, um membro da gangue de Ash.                                  | |                                   |                        |
| 2 | "Em Outro País" Transliteração: "Ikoku nite" (em japonês: 異国にて)                                                                | Nobuyoshi Arai                    | 12 de julho de 2018    |
| Eiji e Skip são mantidos reféns por Arthur, um membro insurgente da gangue de Ash. Ele aliou-se a Dino Golzine, um chefão da máfia Córsega que outrora preparou Ash quando criança para ser um escravo sexual e herdeiro de sua empresa criminosa. Eiji, um ex-atleta profissional de salto com vara, escapa saltando por cima de uma parede, embora Skip seja morto por Marvin, um dos subordinados de Golzine. Ash persegue Marvin até seu apartamento e descobre que ele foi baleado e morto. A polícia chega e prende Ash pelo assassinato, seguindo as instruções de Golzine. | |                                   |                        |
| 3 | "Do Outro Lado do Rio, entre as Árvores" Transliteração: "Kawa o Watatte Kodachi no Naka e" (em japonês: 河を渡って木立の中へ)     | Kaori Makita                      | 19 de julho de 2018    |
| Na prisão, Ash é colocado em uma cela com Max Lobo, um jornalista que estava no mesmo pelotão de Griffin. Ash permite que um grupo de prisioneiros o estuprem para que ele possa ser internado na ala médica, onde adquire uma cápsula de comprimido. Durante uma visita à prisão, Ash entrega uma mensagem escondida dentro da cápsula para Eiji depois de beijá-lo. Ela o instrui a proteger a substância desconhecida e entrar em contato com Shorter Wong, um líder de gangue em Chinatown. | |                                   |                        |
| 4 | "Este Lado do Paraíso" Transliteração: "Rakuen no Kochiragawa" (em japonês: 楽園のこちら側)                                        | Konosuke Uda                      | 26 de julho de 2018    |
| Eiji é confrontado por Arthur, que está em busca da substância desconhecida em nome de Golzine. Ele é resgatado por Shorter, embora no tiroteio subsequente, Griffin seja baleado e morto por um homem não identificado no grupo de Arthur. | |                                   |                        |
| 5 | "Da Morte à Manhã" Transliteração: "Shi yori Asa e" (em japonês: 死より朝へ)                                                       | Yasunori Goto                     | 2 de agosto de 2018    |
| Ash é libertado da prisão sob fiança e imediatamente procura vingar Griffin. Com a ajuda de Eiji e Shorter, ele tenta emboscar Golzine em um clube usado como fachada para uma rede de sexo infantil operada por Golzine. Eles falham e são resgatados por Max e Ibe. O grupo viaja para a casa da família de Ash em Cape Cod para pesquisar os pertences de Griffin em busca de informações sobre o "banana fish". | |                                   |                        |
| 6 | "Minha Cidade Perdida" Transliteração: "Mai Rosuto Shitī" (em japonês: マイ・ロスト・シティー)                                     | Kiyoshi Matsuda                   | 9 de agosto de 2018    |
| Em Cape Cod, o grupo usa os arquivos de Griffin para identificar seu assassino: Abraham Dawson, um membro do seu pelotão no Iraque que agora vive no endereço em Los Angeles dado a Ash anteriormente. Jim, o pai de Ash, revela ao grupo que quando criança este foi abusado sexualmente e, mais tarde, assassinou seu estuprador; quando Ash foi enviado para morar com a irmã mais nova de Jim, ele fugiu de casa. Naquela noite, os homens de Golzine confrontam Ash, ferindo Jim e atirando fatalmente em Jennifer, a namorada deste. Jim modifica a cena para parecer um assalto fracassado e dá a Ash sua benção para derrotar Golzine. O grupo então viaja para a costa oeste e chega em Los Angeles.                                           | |                                   |                        |
| 7 | "O Menino Rico" Transliteração: "Ritchi Bōi" (em japonês: リッチ・ボーイ)                                                          | Kaori Makita Junichirō Hashiguchi | 16 de agosto de 2018   |
| Depois de visitar a ex-esposa de Max, Jessica, e o seu filho, Michael, o grupo chega à casa de Abraham Dawson. Eles a encontram ocupada por um jovem que afirma ser filho adotivo de Alexis Dawson, o irmão mais velho de Abraham, e que não vê seu pai há seis meses. Ash revisa a pesquisa de Dawson e descobre que a substância desconhecida é uma amostra de banana fish, uma droga com propriedades semelhantes ao LSD. Enquanto isso, Shorter descobre que o jovem na casa é na verdade Yut-Lung Lee, o filho mais novo da família Lee, que o força a sequestrar Eiji sob a ameaça dele matar sua irmã, Nadia, se ele se recusar a colaborar. | |                                   |                        |
| 8 | "História Banal" Transliteração: "Chinpu na Sutōrī" (em japonês: 陳腐なストーリー)                                                 | Nobuyoshi Arai                    | 23 de agosto de 2018   |
| Os homens de Golzine atacam Jessica e Michael, forçando Ash e Max a deixar o grupo para resgatá-los. Em sua ausência, Yut-Lung e o relutante Shorter sequestram Eiji e retornam a Nova Iorque, onde são recebidos por Golzine. Ash e Max voltam para a casa de Dawson, onde encontram o verdadeiro Alexis Dawson. Alexis explica que o banana fish induz um estado semelhante à hipnose que torna seus usuários suscetíveis à lavagem cerebral. A droga foi criada acidentalmente pelos irmãos Dawson na universidade; enquanto Alexis a repudiava, Abraham testou a substância em soldados involuntários no Iraque, incluindo Griffin. | |                                   |                        |
| 9 | "Esta Valsa é Minha" Transliteração: "Warutsu wa Watashi to" (em japonês: ワルツは私と)                                            | Jun Shishido                      | 30 de agosto de 2018   |
| Ash, Max, Ibe e Abraham são levados de volta para Nova Iorque pelos homens de Golzine e aprisionados em sua mansão. Para demonstrar os efeitos do banana fish para representantes do governo dos Estados Unidos, Shorter é injetado com a droga por Abraham e recebe ordens de matar Eiji. Ele então ataca Eiji em um frenesi, embora em um momento de lucidez, é capaz de implorar para Ash matá-lo. Ash recebe uma arma de Arthur com apenas uma bala, que ele usa para atirar e matar Shorter. | |                                   |                        |
| 10 | "Babilônia Revisitada" Transliteração: "Babiron ni Kaeru" (em japonês: バビロンに帰る)                                             | Yuki Nishihata                    | 6 de setembro de 2018  |
| Através da intervenção de Yut-Lung, Ash é libertado; ele resgata o resto do grupo, mata Abraham e crema o corpo de Shorter. A gangue de Chinatown, agora liderada por Sing Soo-Ling, junta forças com a gangue de Ash e invade a mansão de Golzine, embora a aliança seja desfeita quando eles descobrem que Ash matou Shorter. | |                                   |                        |
| 11 | "Belos e Malditos" Transliteração: "Utsukushiku Norowareshi Mono" (em japonês: 美しく呪われし者)                                   | Konosuke Uda                      | 13 de setembro de 2018 |
| Ash retorna para Manhattan, onde coloca Eiji sob sua proteção. Usando manipulação de mercado, Ash colapsa o valor das empresas de fachada da máfia Córsega e rouba 90 milhões de dólares de suas contas, que ele usa para comprar um condomínio vizinho a um prédio de propriedade da máfia. Golzine é forçado a deixar Nova Iorque para responder a seus superiores na França e deixa Arthur encarregado de capturar Ash. | |                                   |                        |
| 12 | "Ter e Não Ter" Transliteração: "Motsu to Motanu to" (em japonês: 持つと持たぬと)                                                  | Nobuyoshi Arai                    | 20 de setembro de 2018 |
| No vácuo de poder criado pela ausência de Golzine, Ash começa a eliminar as gangues de rua filiadas à Córsega. Ele garante a neutralidade de Cain Blood, um líder de gangue no Harlem, que mais tarde concorda em ser o observador de um duelo entre ele e Arthur. Usando a fotografias de Eiji, Ash observa várias figuras importantes do governo dos Estados Unidos visitando o prédio de propriedade da Córsega. Ele diz a Max que acredita que os Estados Unidos, apoiados por fundos da máfia, pretendem usar o banana fish para desestabilizar o Oriente Médio e criar Estados fantoches. | |                                   |                        |
| 13 | "As Neves do Kilimanjaro" Transliteração: "Kirimanjaro no Yuki" (em japonês: キリマンジャロの雪)                                   | Yui Umemoto                       | 4 de outubro de 2018   |
| Ash enfrenta Arthur em um duelo até a morte. Embora Ash ordene a seus homens que escoltem Eiji ao aeroporto para ser mandado de volta ao Japão, ele os evita e testemunha o duelo. Ash finalmente sai vitorioso, mas gravemente ferido; no rescaldo da luta, Ash, Eiji, Sing e Cain são presos. | |                                   |                        |
| 14 | "Suave é a Noite" Transliteração: "Yoru wa Yasashi" (em japonês: 夜はやさし)                                                       | Kaori Makita                      | 11 de outubro de 2018  |
| Eiji e Sing são libertados da prisão por Yut-Lung, que mantém Eiji cativo. Um assassino enviado por membros do governo dos Estados Unidos envolvidos na conspiração do banana fish tenta e não consegue matar Ash enquanto ele está hospitalizado, levando o FBI a enviar Ash para o Instituto Nacional de Saúde, um centro de saúde federal. Pouco tempo depois, uma reportagem afirma que Ash morreu. | |                                   |                        |
| 15 | "O Jardim do Éden" Transliteração: "Eden no En" (em japonês: エデンの園)                                                           | Naoki Hishikawa                   | 18 de outubro de 2018  |
| A morte de Ash é revelada como uma farsa criada pelo centro de saúde e o FBI, ambos afiliados à máfia Córsega. A instalação é usada para testar o banana fish em seres humanos; o extraordinário intelecto de Ash o tornou um candidato ideal para refinar os efeitos da droga em um cérebro vivo. Quando Golzine tenta interromper o experimento, ele é removido do projeto de desenvolvimento do banana fish. Enquanto isso, Eiji foge de Yut-Lung e é levado por Sing. | |                                   |                        |
| 16 | "Lo, o Pobre Pavão" Transliteração: "Kanashimi no Kujaku" (em japonês: 哀しみの孔雀)                                               | Daisuke Tokudo                    | 25 de outubro de 2018  |
| Ash escapa da instalação com Alexis Dawson, agora em estado vegetativo após ser usado como objeto de teste para o banana fish. Ele deixa Dawson sob os cuidados de Max e Ibe e retorna a Nova Iorque para procurar Eiji. | |                                   |                        |
| 17 | "Os Assassinos" Transliteração: "Koroshiya" (em japonês: 殺し屋)                                                                   | Yuki Nishihata                    | 1 de novembro de 2018  |
| Yut-Lung forma uma aliança com Golzine, que elimina os outros membros do sindicato da família Lee. Golzine contrata Blanca, um assassino aposentado e ex-mentor de Ash, para matar os co-conspiradores do governo no Projeto Banana Fish. | |                                   |                        |
| 18 | "As Ilhas da Corrente" Transliteração: "Kairyū no Naka no Shimajima" (em japonês: 海流のなかの島々)                                | Nobuyoshi Arai                    | 8 de novembro de 2018  |
| Yut-Lung, Golzine e Blanca emitem um ultimato a Ash: retornar ao redil de Golzine com Dawson e a pesquisa que ele coletou sobre o banana fish, ou Eiji será morto. Ash aceita que não pode derrotar Blanca e, desejando proteger Eiji, concorda com os termos deles. | |                                   |                        |
| 19 | "O Palácio de Gelo" Transliteração: "Kōri no Kyūden" (em japonês: 氷の宮殿)                                                        | Kaori Makita                      | 15 de novembro de 2018 |
| Ash se torna um conselheiro de Golzine, que faz planos para adotar Ash legalmente como seu filho. Yut-Lung tenta contratar Blanca para matar Eiji; embora ele se recuse, Yut-Lung usa seu conhecimento do passado de Blanca como um oficial Spetsnaz em desgraça para chantageá-lo a se tornar seu guarda-costas. Enquanto isso, Eiji, Sing e Cain elaboram um plano para resgatar Ash. | |                                   |                        |
| 20 | "Os Invencidos" Transliteração: "Seifuku Sarezaru Hitobito" (em japonês: 征服されざる人々)                                         | Yusuke Kubo                       | 22 de novembro de 2018 |
| Eiji, Sing e Cain resgatam Ash, embora vários membros de suas gangues sejam capturados e mantidos como reféns na fuga que se segue. Ash foje para o Museu Americano de História Natural, onde sequestra Yut-Lung e o troca pelos reféns. | |                                   |                        |
| 21 | "O Homem Que Não Foi Vencido" Transliteração: "Yaburezaru Mono" (em japonês: 敗れざる者)                                           | Shinpei Ezaki                     | 29 de novembro de 2018 |
| Golzine e Yut-Lung contratam a milícia de Eduardo Foxx, um mercenário e ex-membro da Legião Estrangeira Francesa, para capturar Ash. Max começa a investigar a rede de sexo infantil de Golzine, o que atrai a atenção da máfia Córsega, levando Jessica a viajar para Nova Iorque depois de esconder Michael. Foxx reprime as gangues de Ash, Sing e Cain em um ataque ao seu esconderijo e força a rendição de Ash. | |                                   |                        |
| 22 | "Enquanto Agonizo" Transliteração: "Shi no Toko ni Yokotawarite" (em japonês: 死の床に横たわりて)                                  | Nobuyoshi Arai                    | 6 de dezembro de 2018  |
| Max e os outros cativos são enviados para o Instituto Nacional de Saúde. Lao Yen-Thai, o meio-irmão de Sing que nunca perdoou Ash por matar Shorter, recebe ordens de Yut-Lung para matar Eiji, embora ele se recuse a fazê-lo. Yut-Lung dá a mesma ordem a dois de seus homens, que atiram em Eiji no estômago. | |                                   |                        |
| 23 | "Por Quem os Sinos Dobram" Transliteração: "Taga Tame ni Kane wa Naru" (em japonês: 誰がために鐘は鳴る)                            | Yui Umemoto                       | 13 de dezembro de 2018 |
| Eiji, agora hospitalizado, é mantido longe de Ash para não ser acusado de ser seu cúmplice. As gangues reunidas (auxiliadas por Blanca, que encerrou seu acordo com Yut-Lung) organizam um ataque ao Instituto Nacional de Saúde; Lao, que se recusa a aceitar ordens de Ash, é exilado da gangue de Chinatown. Jessica vaza a investigação de Max para a mídia, pegando a máfia Córsega desprevenida e criando uma oportunidade para Ash sequestrar Golzine. Ash tenta o trocar pelos reféns, mas Foxx atira em Golzine. | |                                   |                        |
| 24 | "O Apanhador no Campo de Centeio" Transliteração: "Rai Mugibatake de Tsukamaete" (em japonês: ライ麦畑でつかまえて)                | Hiroko Utsumi Daisuke Tokudo      | 20 de dezembro de 2018 |
| Em uma batalha final, os reféns são resgatados, Foxx e Golzine são mortos e todas as evidências do Projeto Banana Fish são destruídas. Na sequência, a investigação de Max leva a um escândalo em Washington, enquanto Sing convence Yut-Lung a encerrar sua perseguição a Eiji e Ash. Eiji e Ibe voltam ao Japão, embora Ash reconheça o perigo ao qual expõe Eiji e não tente contatá-lo novamente. Antes de partir, Eiji confia uma carta a Ash para Sing, na qual ele diz a Ash que "minha alma estará sempre com você". Enquanto está distraído pela carta, Ash é esfaqueado por Lao; ele atira e o mata na sequência. Ash cambaleia até a Seção Principal da Biblioteca Pública de Nova Iorque, onde morre, sorrindo e segurando a carta de Eiji. | |                                   |                        |

### Áudio-drama
No Japão, áudio-dramas foram incluídos juntos com os lançamentos de certos volumes de DVD e blu-ray da série.
| Título | Incluído no lançamento do Japão com |
| --- | ----------------------------------- |
| "Angel Eyes" | Volume 1                            |
| Baseado na história paralela de mesmo nome do mangá original. Enquanto Shorter viaja com o grupo para Los Angeles, ele escreve um cartão postal para sua irmã Nadia e conta a ela a história de como ele conheceu Ash quando eles estavam em uma prisão juvenil.                                                                                              |                                     |
| "Omnibus Drama CD" | Volume 4                            |
| Uma coleção de cenas e histórias do mangá não incluídas no anime: 1. "Pai e Filho" (japonês: 父と子) 2. "Fora de Estação" (japonês: 季節はずれ) 3. "Outras Vozes, Outros Lugares" (japonês: 遠い声 遠い部屋) 4. "Deus Descanse Feliz, Cavalheiros" (japonês: 神よ、男たちを楽しく憩わしめたまえ) 5. "Todos os Jovens Tristes" (japonês: すべて悲しき若者たち) |                                     |

## Lançamentos comerciais
A Aniplex lançou Banana Fish em quatro volumes nos formatos DVD e blu-ray no Japão. A distribuição no resto do mundo foi feita pela Amazon através do Prime Video.
| Volume   | Volume   | Episódios               | Data de lançamento    | Ref.          |
| -------- | -------- | ----------------------- | --------------------- | ------------- |
|          | Volume 1 | 1–6                     | 24 de outubro de 2018 | [ 70 ] [ 68 ] |
| Volume 2 | 7–12     | 27 de fevereiro de 2019 | [ 71 ] [ 72 ]         |               |
| Volume 3 | 13–18    | 3 de abril de 2019      | [ 73 ] [ 74 ]         |               |
| Volume 4 | 19–24    | 29 de maio de 2019      | [ 75 ] [ 67 ]         |               |